# Lardjem
Lardjem est une commune de la wilaya de Tissemsilt en Algérie, située à 30 km de son chef-lieu.

## Histoire
Lardjem portait le nom de Beni-slimane durant la période ottomane, puis Bou-slimane pendant la colonisation française. Après l'indépendance de l'Algérie, la commune est nommée Lardjem.
La commune de Lardjem est particulièrement connue pour avoir été le théâtre de la bataille de Bab el Bekkouche, en mai 1958, entre l'armée française et l'armée de libération nationale (ALN). Elle se soldera par un lourd bilan humain: mort de 240 civils, 600 soldats français dont 33 officiers, 360 combattants algériens de l'ALN, dont le commandant du bataillon "EL Karimia", le chahid Si Amar.
Au gré des découpages administratifs, Lardjem sera d'abord rattachée à la wilaya d'El Asnam, puis à la wilaya de Tiaret en 1975, avant de faire partie de la wilaya de Tissemsilt.